# Nelson-Halsbandlemming

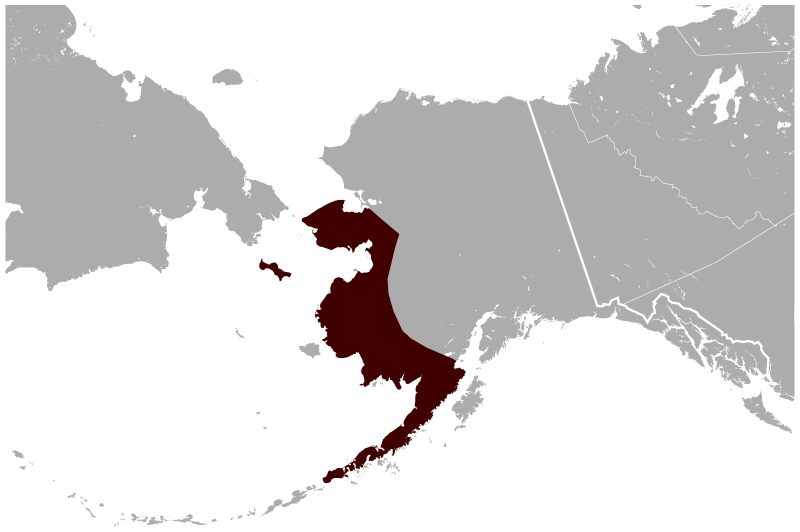
Verbreitungsgebiet des Nelson-Halsbandlemmings.

Der Nelson-Halsbandlemming (Dicrostonyx nelsoni) ist ein Nagetier in der Unterfamilie der Wühlmäuse, das im Nordwesten Nordamerikas vorkommt. Die Population galt längere Zeit als Unterart des Nördlichen Halsbandlemmings (Dicrostonyx groenlandicus).

## Merkmale
Die Art erreicht eine Kopfrumpflänge von 10,8 bis 14,2 cm, eine Schwanzlänge von 1,1 bis 2,1 cm sowie ein Gewicht von 45 bis 55 g. Das Sommerfell ist vorwiegend graubraun und hinter jedem Ohr kann sich ein rötlicher Fleck befinden. Bei manchen Exemplaren sind die roten Flecken zu einem Kragen vereint. Viele Nelson-Halsbandlemminge besitzen einen mehr oder weniger deutlichen dunklen Aalstrich auf dem Rücken. Das Winterfell ist durchgängig weiß.

## Verbreitung
Dieser Halsbandlemming kommt im westlichen Alaska vor. Er ist weiterhin auf verschiedenen Inseln der Beringstraße sowie auf den östlichen Aleuten heimisch. Der Bestand auf der Sankt-Lorenz-Insel war zeitweilig als eigenständige Art (Dicrostonyx exsul) anerkannt. Wilson & Reeder (2005) sowie die IUCN führen diese Population als Synonym des Nelson-Halsbandlemmings. Die Art lebt in trockeneren Bereichen der Tundra und in Gebüschflächen.

## Lebensweise
Der Nelson-Halsbandlemming frisst verschiedene Pflanzenteile wie Blätter, Blumen, Knospen, Wurzeln, Kräuter und Sauergrasgewächse. Die Winternahrung besteht vorwiegend aus Weiden. Die Art kann am Tage und nachts aktiv sein und sie hält keinen Winterschlaf. Auch die Fortpflanzung scheint nicht an eine bestimmte Jahreszeit gebunden zu sein. Nach etwa 20 Tagen Trächtigkeit besteht ein Wurf aus bis zu acht Nachkommen.

## Status
Für die Art sind keine Bedrohungen bekannt. Sie wird von der IUCN als nicht gefährdet (Least Concern) gelistet.